# 9873 Freundlich
9873 Freundlich eller 1992 GH är en asteroid i huvudbältet som upptäcktes den 9 april 1992 av den australiensiske astronomen Robert H. McNaught vid Siding Spring-observatoriet. Den är uppkallad efter den tyske astronomen Erwin Finlay-Freundlich.
Asteroiden har en diameter på ungefär 5 kilometer.